# 高橋みさ
高橋 みさ（たかはし みさ）は、日本の元AV女優。

## 作品

### アダルトビデオ
- 「糞・尿・姦」脱糞 No.9 みさ
- 交姦裏絵巻 …共演:渡辺あさみ
- お医者さんゴッコpart1 みさちゃん
- いたずらっ娘 （Can do）
- つぼみ （Can do）
- アナルレズ3連結
- アナルレズ ゆかり・みさ・なつ
- レズビアン …共演:渡辺あさみ
- レズSM調教奴隷
- 秘密の恋 高橋みさ
- Fantasy 高橋みさ
- 大都会美少女露出1
- 天使たちのメモワール
- Mermaid2
- Mini Girl
- Mint Club （Can do）
- 女子校生 ノーパンギャルズ （2000年12月15日、ネクストイレブン）…共演:高野雅
- ハメスカ3 （2001年6月15日、コブラ）
- 渋谷道玄坂現役ヘルス嬢撮り下し2
- 服従学園　淫乱女闘編 （V&Rプランニング）
- スーパーインランカーニバル 増殖淫乱DNA
- ハメスカ スペシャル （2003年1月24日、ゴブラ）…総集編 他出演:山口美薫、杉本恭子、麻生みく

他